# Oldenbergiella pappi
Oldenbergiella pappi is een vliegensoort uit de familie van de afvalvliegen (Heleomyzidae). De wetenschappelijke naam van de soort is voor het eerst geldig gepubliceerd in 1992 door Carles-Tolra.